# ひとひらの雪
『ひとひらの雪』（ひとひらのゆき）は、渡辺淳一の恋愛小説、またそれを原作とした映像作品。小説は1981年3月12日から1982年5月10日にかけて『毎日新聞』朝刊に掲載され、1983年3月に文藝春秋から単行本上下巻がまとめて刊行された。単行本は後に角川書店、集英社でも出版された。本項目では、同作を原作とした映画およびテレビドラマについても記述する。

## 概要
渡辺淳一は医療ものや伝記などを得意としていたが、次第に男女の愛をテーマにするようになった。最初は女性主人公の視点で描かれた恋愛小説がほとんどだったが、49歳のとき執筆した本作は30作目にあたり、不倫の愛と悦楽を描き、連載直後から、辛みの効いたエロチシズムが評判を呼び、"ひとひら族"や"ひとひら願望"などの流行語を生み、単行本は100万部のベストセラーを記録した。渡辺は本作で堅固な様式美の中で、情痴に狂う男と女の姿を極めようとする新たな渡辺文学の骨格を作り上げ、その後の『失楽園』『愛の流刑地』など男女の激しい愛と性を描いた作品を手掛けるきっかけとなった。渡辺のファンはそれまで圧倒的に女性が多かったが、本作以降、男性のファンが増えた。

## 映画
1985年9月14日公開。主演：秋吉久美子、監督：根岸吉太郎。製作：東映東京撮影所、配給：東映。R-15指定。

### キャスト
- 高村霞：秋吉久美子
- 相沢笙子：沖直美
- 高村かおり：岩本千春
- まり子：藤田亜里早
- 宮津：岸部一徳
- 望月：丹波義隆
- 村岡：池田満寿夫
- 高村章太郎：池部良
- 坂井：みずきあい
- 伊織扶佐子：木内みどり
- 伊織祥一郎：津川雅彦

### スタッフ
- 監督：根岸吉太郎
- 脚本：荒井晴彦
- 原作：渡辺淳一
- 企画：三堀篤・瀬戸恒雄・矢部恒
- 音楽：本多俊之
- 主題歌:ジュディ・オング「ひとひらの雪」（作詞：阿木耀子　作曲：佐藤隆　編曲：チト河内）
- 美術：今保太郎
- 撮影：川上皓市
- 編集：西東清明・中野博
- 助監督：渡辺容大

### 製作

#### 企画
『四季・奈津子』（1980年）や『ザ・レイプ』（1982年）といった大人向けの女性映画の企画者でもある岡田茂東映社長の腹心・吉田達プロデューサーは、『ひとひらの雪』の企画を提出したら、岡田社長に反対されたと述べているが、岡田は企画が熱する頃合いを見計らっていた節があったといわれる。晩年の桜田武日経連会長が岡田に「映画にならんかね」と持ち掛け、製作を決めた。岡田は「東映で映画化した彼（渡辺淳一）の作品、『ひとひらの雪』や『化身』『桜の樹の下で』『別れぬ理由』は、僕が作品に惚れたから映画化した」と話している。1983年2月以降、東映の企画は全て岡田が決めるという方針を打ち出し、「ゴタゴタ引っ張らず、企画を見て即決。ムダ金も使わずに済む。1本500万円ロスして10本なら5000万円です」と述べていた。しかし吉田や天尾完次、日下部五朗といった腹心プロデューサーや、評価する監督が心血を注いで何度も提出したら採用することもあった。岡田は「つくり手が何ものにも変えて情熱傾けるものは、ある程度の見通しが立ったら、やらせんとな」と述べている。

#### 東映アダルト路線
岡田は1970年代後半から「宇宙戦艦ヤマトシリーズ」の劇場アニメや、角川映画など他業種とコラボし、メディアミックスを進めて、日本映画の幅を広げてきたが、大島渚らと討論会を行った1982年5月29日の朝日新聞朝刊誌上で「ヤング映画を軸にして大人の映画を作っていきたい」と話し、「アダルト映画」に切り換えていきたいという構想を持っていた。1986年5月9日の読売新聞朝刊「論点」では「映画人口回復へ国際化など推進」という提言を寄稿し、その一つとして「映画の作り手の問題だが、最近の映画はアニメ、アイドル映画が全盛で、正月、春休み、夏休み期は、ヤング向け作品に映画館が席巻され、大人の見る映画がないとファンにお叱りを受けている。もともと映画は若者が客層の主軸を占めるものではあるが、大人にも受け入れられる作品を製作する必要がある。大人の映画を当てないとやはり新しい溝口健二も黒澤明も小津安二郎も育ってこない」などと話した。東映は1980年代に入り『青春の門』や『ザ・レイプ』といった大人向けの映画を製作し、1982年の五社英雄監督『鬼龍院花子の生涯』の大ヒットにより、次々に宮尾登美子作品を映画化しこの路線で大きな柱ができた。岡田が「アダルト」という言葉をマスメディアで口に出したのは『鬼龍院花子の生涯』製作中の1982年2月で、宮尾に続き目を付けたのが渡辺淳一だった。また『ひとひらの雪』製作中の1985年に深作欣二と高岩淡が檀一雄原作の『火宅の人』の製作を岡田に訴えたら「いまのウチならもってこいや」とこれも製作を即決した。
「東映アダルト路線」は「大人の鑑賞に耐える映画」を強調し、岡田が企画段階から参画してその良し悪しをジャッジし、宣伝などについても細かく指示を出した。総原価6、7億円をかけ、配収7、8億円を狙うという基本が打ち出された。「アダルト路線」は、宮尾作品、渡辺作品、ヤクザ映画、「極道の妻たちシリーズ」、吉永小百合主演映画、今村昌平監督作品などを指し、途中不振作品も出たが、1990年頃までこの路線を続け実績を残した。今日「アダルト」というとAVの急速な普及によって性的なニュアンスが含まれるが、1980年代までは「アダルト」は大人を示す一般的な語で、成熟した大人の価値観と結び付けられていた。

#### 脚本
脚本の荒井晴彦は1984年の『Wの悲劇』で第39回毎日映画コンクール脚本賞、第58回キネマ旬報脚本賞を受賞後の作品で、1980年代に入り、手掛けた作品のほとんどが賞を取り、当時は売れっ子脚本家の一人だった。荒井と根岸吉太郎のコンビは『暴行儀式』『遠雷』『キャバレー日記』に次いで4作目となる。
本作は東映が早くから原作権を押さえ、製作も決まり、映画化が最初に報道されたのは、単行本が出版された1983年秋だった。この時は『陽暉楼』に続く"文芸女性映画路線"の延長で、渡辺淳一の原作ものに挑戦するという話だった。しかしこの後、荒井シナリオに原作者の渡辺が何度もクレームを付け難航し、再三シナリオの書き換えが行われ、再びマスメディアに製作ニュースが取り上げられたのは1984年秋であった。渡辺はシナリオ第一稿を読み「表現の仕方は悪いし、あまりにポルノチックなことを安直に出し過ぎ。一度は映画化をキャンセルすると言ったくらい原作の意図の一つであるエロチシズムの表現に対するアプローチが全く感じられない。私が生かして欲しかった小道具、例えば主人公とヒロインがヨーロッパ旅行するくだり。シンボリックに使った風景や言葉のニュアンスなどがほとんどカットされて、大人が耐え得るエロチシズムという点で原作と全く異質なものになった」などと手厳しかった。脚本、監督が30代と若かったことも不満だったようで、製作決定後は「シナリオは不満だらけですが、映画の出来はシナリオだけではないしね。役者さん、中でも津川雅彦さんの経験豊富なオトナの演技や、カメラワーク、監督の演技指導に任せるしかないと思っています」などと話した。荒井は『Wの悲劇』での盗作騒動の影響もあってかなりへこんでいたといわれる。荒井は後に「『ひとひらの雪』は僕と根岸30代後半の実感です」などと反論している。今日では大家の渡辺淳一であるが、当時はまだそこまでではなく、毎日新聞連載中に読者から抗議が殺到するイワクツキ小説を、ヤクザ(映画)の会社がフワッとした感じで作れるのか不安視された。

#### キャスティング
ようやくシナリオが完成し、1984年秋に『上海バンスキング』（松竹他）の後、松坂慶子と深作欣二のコンビで本作の製作を予定していると報道された。性描写が過激なこともあり、ここからまたキャスティングや監督選定に難航した。高岩淡が時期は分からないが『空海』のお礼に佐藤純彌と中国に行ったとき、『上海バンスキング』も中国で撮影していたので、松坂と深作を交えて『ひとひらの雪』の打ち合わせをしたと話している。主人公の妻は別居という設定のため、出番は少なくても問題ないが、愛人役の二人である高村霞と相沢笙子の役が大きなウェイトを占め、松坂がどちらをやるのせよ、もう一人、実力あるいは人気女優をキャスティングしなければならず、岡田社長は『Wの悲劇』で名声を高めた三田佳子に「裸になれ」と命じたが三田に断られ、間もなく松坂も1985年のNHK大河ドラマ『春の波涛』の主役に決まり、裸の多い『ひとひらの雪』の出演を正式に断られた。1983年秋の時点では映画関係者は1984年の正月映画になるのではと認識していた。同枠は名取裕子主演・中島貞夫監督の『序の舞』になった。　 

#### 監督選定
製作が公表されたのは、1985年1月11日に開催された東映新春パーティで「東映85年ラインアップ」としてだった。当時は恋愛小説や恋愛映画は作るのが難しい時代でもあった。またそれまでの宮尾文学や吉永小百合主演の『天国の駅』などとも傾向が違う、東映として珍しい"文芸女性もの"だったことから、岡田社長は「渡辺淳一だからOL層を狙った女性ものだが、これは"文芸ポルノ"だと思ってくれたらいい」などと話し、1985年2月にクランクインを予定していると発表した。しかし本作は同時期製作が進められていた他作品の影響を受け製作が遅れた。松坂に続き深作も『敦煌』に気持ちが行っているし、「『ひとひらの雪』みたいな不倫ものをやるなら『火宅の人』をやらせてくれ」と岡田に訴え、岡田は先のような構想を持っていたため『火宅の人』の製作を承諾し、これにより深作の降板も決まった。また1985年のゴールデンウィーク明けの公開に延ばしていた予定を更に延ばすことになった。ここは『瀬降り物語』が埋めた。一旦流れたと噂も出たが、「この企画はどうしても捨てがたい」と岡田が根岸吉太郎の監督起用を思いつき、根岸が監督を引き受けたことでようやく製作の決定をみた。
根岸は「やらないで済むならやりたくなかった。断るのヘタなんだ。映画撮らないで済むなら撮らない方がいいな、というのもどこかにあるわけで。でもそういう理由では断りきれない。やっぱり迫力あるからね東映の岡田（茂）さんは（笑）」と、岡田社長から強引な説得を受け、渋々監督を引き受けたと話している。根岸は1983年の『探偵物語』からここまで2年空いたが、その間、角川映画とトラブルがあり、NCPの企画が流れたりしていた。根岸はこの前年、プロデューサーを務めたディレカン仲間の池田敏春監督『人魚伝説』が興行的に失敗し、「傷ついた」と話し、様々なトラブルに悩まされたいう。一年間の話のため、桜の花を撮る必要がありクランクインを急いだものと見られた。
今度は高村霞役に『序の舞』で脱いでいる名取裕子が決まったと報じられるも、製作が進まない間に名取が『時代屋の女房2』（松竹）に飛びついた。天才・根岸吉太郎を遊ばせておく訳にはいかない、と秋吉久美子を高村霞に決め、見切り発車で1985年4月2日に撮影を開始した。当時は秋吉の着物のイメージが湧かず、秋吉は相沢笙子側ではという声もあったが、高村霞役が秋吉になった。"ツッパリ女優"などと揶揄半分に異名を奉られた秋吉も30歳。「そろそろ女の子から、"おんな"を役柄に」という計算もあり、大胆な濡れ場が予想される役柄を引き受けた。「男から見た女の理想像でしょ。貞淑な人妻が、男の腕で乱れていく背徳的なエロチシズムを旅するつもり」などと話した。秋吉はデビュー直後にはよく脱いでいたが、完脱ぎは久しぶりだった。増淵健は「ボクらの感じからすれば『秋吉久美子ってまだ主役ができるのか』って見方ですからね。もう落ち目の女優でしょ。思い切って一発勝負に出たんでしょう」などと評した。秋吉は1983年の『陽暉楼』のヒロインに色々注文を付けて降板し、クランクイン直前に池上季実子に交代したり、落合恵子原作の松竹『シングルガール』（1983年）を降ろされたり、トラブル続きだった。
相沢笙子役に抜擢された沖直美は本作の前に出演した『MISHIMA』がこの年のカンヌ映画祭に出品され、第1回東京国際映画祭で上映拒否に遭うなど話題性は抜群だったが、日本では公開されず、話題の女優になり損ねていたため気合の入る撮影となった。沖は脱ぐのは初めてで、「原作も以前に読んで好きだったし、相手役も前から憧れていた津川さんだったので思い切って脱ぎました」と話した。
『エーゲ海に捧ぐ』『窓からローマが見える』と二本の映画監督作品がある池田満寿夫が俳優として唯一の映画出演。「長ゼリフが覚えられるかどうか心配なんです。役者がどれほど大変か、身を持って勉強させてもらいます」などと話した。　

#### 製作会見
正式な製作発表記者会見は撮入後の1985年5月16日に有楽町電気ビルの外人記者クラブで行われた。製作総指揮を執る岡田社長は「二年前から企画が持ち上がり準備を進めてきた。渡辺文学は男女の機微が非常に上手く描かれているが動きが少ないため映像化しにくい。今回は新たな挑戦として製作し、大ヒットさせる」などと話した。渡辺は「ポルノでなくいい意味での成熟したエロスを映画にしてほしい」とまた注文をつけた。撮影はかなり進んでいたため、高村霞を演じる秋吉久美子は「台本を読んで、あまりに赤裸々な性描写に思わず赤面しました。淫らな半面、精神は清潔。不思議なヒロインなのでファイトが沸きます」、津川雅彦は「セックスをきちんと描いた大人の純愛物語にしたい。僕にはここまで出来ないと思うくらいハード。中年男の欠点や、卑怯さを上手く演じて若い女性に"かわいい"と映ったら成功だと思う」などと話した。

#### 撮影
主人公の伊織祥一郎を演じる津川雅彦はそれまであまりヒットに恵まれず、1969年のデヴィ・スカルノとスキャンダル以降は仕事のオファーが減り不遇をかこっていた。1981年の東陽一監督『マノン』で初めて映画賞（ブルーリボン賞助演男優賞）を受けて浮上し、『ひとひらの雪』で名声を得るきっかけをつかんだ。
劇中、妻から誕生日プレゼントと離婚届を渡され、ショックを受けた伊織がメロメロになり、結婚式で延々と下らないスピーチをしたあげく、泥酔して彼女のところで痛罵され、泥沼に落ちていくきっかけとなるシーンは、中年男の未練と卑屈さを象徴する大事なシーンだったが、土壇場で予算オーバーのためカットが決定した。津川は俳優生活で初めて職場放棄を決意し抗議、このシーンの撮影に至った。津川にとってカツドウ屋気質の最期の矜持を守った忘れられない事件となった。津川は「『ひとひらの雪』の台本を読んだ時、主人公の男に優柔不断さ、嫉妬深さ、しつこさ、未練がましさ、ずるさ等々、男の本質がよく現れていて、これは非常に面白いなと思った。未練がましい、嫉妬深いなどの形容詞は、これまで一般的には女性に対して使われるものだと思われてきた。しかし私は、これらの特徴は、女性よりもむしろ男性の方に顕著に見られるのではないかと考えている。これまで日本のラブストーリーのヒーローというのは、ただひたすら男らしく恰好いいものと相場が決まっており、めめしく、ずるい性格の男はたいがい脇役にまわされていた。しかし私はこういう男にこそ男らしいリアリティと魅力があらわれていると思い、そのみっともなさや駄目なところこそ演じていきたい、と渡辺先生に言ったら『実は僕もそういう風に考えて書いているんだ。雄々しいと書いて、めめしいと読むんだと人にも言っているんだよ』とおっしゃって下さった。私自身、世間に逆風を吹かせることの出来るような役に魅力を感じる質で、だから、渡辺先生の原作で、こういった役柄に恵まれたのは非常に幸運だったと思う」などと話している。津川は本作に主演してから、"ラブシーンの上手い俳優No.1"と折り紙がつき、色気のある中年俳優 No.1"の地位を決定づけた。渡辺からも「五十代で品のいい好色を演じられる俳優は津川さんくらいしかいない」と称賛され、テレビドラマや舞台を含め、渡辺作品の顔となった。
野村芳太郎は「『ひとひらの雪』を見た。この作品では経験が肥やしになっていることに間違いない。自分に思いを寄せている女性を捨てて、見る人に悪感情を抱かせない男を演じられる俳優は今、彼しかちょっと見当たらない」と評価した。

#### 孔雀ポーズ
本作は濃厚なセックスシーンが話題を呼び、撮影中もスタッフが思わず横を向くほどで、秋吉も「相当恥ずかしくて体調を崩した」と話した。中でも当時のマスメディアにグラビア等で盛んに扱われたのが、"孔雀ポーズ"といわれた着物をまくって後背位するシーンで、このときの女性の形が孔雀に似ていることからそう呼ばれ、"くじゃくする"と、"ひらひらする"（不倫する）は、当時の流行語になった。津川に抱かれる秋吉のセリフ"ヤクザにしないで下さい"も流行語になった。
この撮影の際、スタッフの一人が秋吉の後ろに立って見ていたため、秋吉が「非常識じゃない！」と怒った。これも"孔雀事件"として話題を呼んだ。トラブル女優として鳴らす秋吉のため、ひと悶着は必至とスタッフ一同頭を抱えたが、意外にすんなり怒りの矛を収めた。昔の秋吉なら「もう降りる」とダダをこねていたところだったが、加東康一は「元々、松坂慶子の主演予定が彼女に回ってきたいきさつがありますから、ライバル意識もあって我慢したんでしょうね」と解説した。

#### 撮影記録
1985年4月2日、秋田県の豪雪地帯・稲積温泉でクランクイン、津川と秋吉の食事シーン他。4月3日、山形県銀山温泉の露天風呂で二人のファック・シーン。4月9日～10日、東京五反田遊歩道で津川と岩本、桜満開の夕景。4月16日～17日、セット撮影、津川の建築工房。4月24日、長野県谷川岳天神平スキー場。沖、岸部参加。この時期異例の吹雪で真冬設定のゲレンデを画にできた。4月27日都内、千駄ヶ谷他。5月7日～8日、都内、千駄ヶ谷、大塚他。5月16日から28日まで、21日の吉祥寺東急イン、羽田空港、代々木など1日だけ都内ロケをはさみ、東映東京のメインセット・津川のマンションで延べ約10日間セット撮影。1985年6月20日善福寺伊織家ロケセットで津川と木内でクランクアップ。

### 興行
性描写の激しさから一般映画に成らず、一般映画制限付き(R)（R指定）となりマスメディアに盛んに取り上げられた。本作は1975年の『エマニエル夫人』切っ掛けで1976年に生まれたR指定映画で、当時は高校生はOKだが、中学生は劇場に入れなかった。本作まで既に25本の映画がR指定を受けていたが、さほど一般には知られていなかったため、本作が濡れ場が凄いと評判を呼び、改めてこのR指定も注目された。R指定の適用以降、なるべく広範囲の客を相手にしたい映画会社は、なんとか一般映画になるようこれに引っ掛かりそうな映画は、問題シーンをどんどんカットするようになった。本作の前年公開された『O嬢の物語・第二章』は、無理やり一般映画に持っていくため、問題になりそうなシーン300フィート分のフィルムを切った。本作も脚本段階で4回手直しし、編集段階で大胆シーンを切り取りR指定を勝ち取った。おかげで「ヌードがスゲエらしいぜ」などと映画を見に来た高校生も多かった。

### 作品の評価

#### 興行成績他
予想配収を3億8000万円としていたが、男性層動員の狙いと相違して、平均年齢32～33歳の主婦とOL中心の圧倒的女性層を動員し、4億4000万円と健闘。秋吉久美子の体当たり演技が評判を呼んだこともヒットの原因と評価された。ビデオも人気が高く16000本売れた。アダルト路線はビデオの売り上げが良いため、それらまで含めた映像トータルで商売を考えれば、映画興行はドローでもよいとされた。

#### 評価
『化身』の脚本を担当した那須真知子は「面白かった。根岸クンの中では一番好きです」と評価している。

### 影響
本作の製作を切っ掛けとして岡田社長と渡辺淳一にプライベートな付き合いが生まれ、『化身』に続いて渡辺作品がほぼ独占的に東映で製作される切っ掛けになった。岡田は「渡辺淳一作品は高級ブランドだ。ところがこれは文芸大作にしてしまうと問題がある。そこのところの見極めをするのがプロデューサーの目となるわけだ。勿論、気取ってもだめだ」などと解説している。渡辺作品はその後も「東映アダルト路線」の中でも安定した成績を続けたことから、1997年の『失楽園』も最初は東映単独で製作を予定したが、「東映で作っても普通の数字しか達成できないだろう」と岡田が判断し、角川歴彦が「ウチで作らせてくれ」と頼んで来たこともあり、角川に譲り、角川映画部に全部任せた。

### エピソード
- 映画製作中の1984年の1月から3月まで『週刊朝日』で「女優問診」という渡辺淳一の連載対談があり、1984年1月20日号で麻雀仲間という山本陽子がゲスト出演[9][106]。本作『ひとひらの雪』のヒロイン・高村霞の"霞"の命名者は山本という。銀座のバーで飲んでいるとき、渡辺の出す名前がどれもよくなく、山本が「それじゃ売れませんよ。"霞"ってよくわからない。"霞んでるみたいでね。わからない名前の方がいいんじゃない」と言うので、それを採用した。山本は「私、なんらかのものがいただけるんでしょうか」と言ったら、渡辺が「でも、ボクが上手く書いたから霞という名前が引き立ったんでね」と反論した。この対談で渡辺は山本の着物を予想したのか事前に打ち合わせたのかは分からないが、自身も和服で登場し、山本も予想通り淡いベージュ地に紺の帯の無地っぽい着物で登場。渡辺は「今日の着物はいいね。好みだね」と何度も連発した[106]。山本は1986年1月2日にテレビ朝日で放送された3時間ドラマ『ひとひらの雪』で高村霞を演じている[107]。

- 渡辺淳一が2014年4月に亡くなった際に、津川雅彦は本作に触れ「『ひとひらの雪』はラブシーンが多くて飽きちゃったけど、秋吉さんの肌触りは良かった」と話した[108]。

## テレビドラマ
テレビ朝日の3時間ドラマ（21:00〜23:54）
- 放送日：1986年1月2日

スタッフ
- 制作：テレビ朝日
- プロデューサー：千野栄彦・近藤洲弘
- 脚本：柴英三郎
- 演出：大村哲夫
- 音楽：羽田健太郎

キャスト
- 高村霞：山本陽子
- 伊織祥一郎：田村正和
- 相沢笙子：手塚理美
- 高村かおり：安田成美
- 伊織扶佐子：山口果林
- 村岡：中山仁
- 宮津：角野卓造
- 順子：小鹿みき
- 村井：井上孝雄
- 高村章太郎：金田竜之介
- 渋谷天笑、秋山武史、宿利千春[107]。
- ※映画で行われなかった海外ロケを実施（ウィーン）[107]。